# فيل أرنولد
فيل أرنولد (بالإنجليزية: Phil Arnold) هو ممثل أمريكي، ولد في 15 سبتمبر 1909 في الولايات المتحدة، وتوفي في 9 مايو 1968 بهوليوود في الولايات المتحدة بسبب نوبة قلبية.

## أعمال

### أفلام
- (1963) إنه عالم مجنون مجنون مجنون مجنون[2]

## وصلات خارجية
- فيل أرنولد على موقع IMDb (الإنجليزية)
- فيل أرنولد على موقع ألو سيني (الفرنسية)
- فيل أرنولد على موقع تيرنر كلاسيك موفيز (الإنجليزية)
- فيل أرنولد على موقع أول موفي (الإنجليزية)
- فيل أرنولد على موقع قاعدة بيانات برودواي على الإنترنت (الإنجليزية)
- فيل أرنولد على موقع قاعدة بيانات الأفلام السويدية (السويدية)
- فيل أرنولد على موقع قاعدة بيانات الفيلم (الإنجليزية)
- فيل أرنولد على موقع كينوبويسك (الروسية)